# Porthecla ravus
Porthecla ravus is een vlinder uit de familie van de Lycaenidae. De wetenschappelijke naam van de soort werd als Thecla ravus in 1907 gepubliceerd door Hamilton Herbert Druce.